# رودارته
رودارته (انگلیسی: Rodarte) شرکت کالای لوکس آمریکایی است، که در سال ۲۰۰۵ تأسیس شد.